# 叶文虎
叶文虎（1939年2月—），江苏淮阴人，中华人民共和国政治人物，北京大学教授，中国致公党党员，曾任北京市政协副主席。